# Почечный чай
По́чечный чай, или Ортоси́фон тычи́ночный (тычи́нковый) (лат. Orthosíphon staminéus) — растение, произрастающее в Юго-Восточной Азии и Северо-Восточной Австралии; вид рода Ортосифон семейства Яснотковые.

## Биологическое описание
Многолетний вечнозелёный полукустарник высотой 1—1,5 м с ветвистым четырёхгранным стеблем.
Листья короткочерешковые, накрест супротивные, почти ромбические, с зазубренными краями.
Цветки на верхушках стеблей и ветвей сидят в пазухах листьев по 3 штуки, образуя кистевидные соцветия. Они длинные, неправильной формы, четырёхтычиночные, бледно-фиолетовые.

## Химический состав
В листьях растения содержатся тритерпеновые пентациклические сапонины. Главный из них — альфа-сапофонин. Его агликоном является урсоловая кислота. Кроме сапонинов, почечный чай содержит мезоинозит, флавоноиды (включая евпаторин), эфирное масло, фенолкарбоновые и другие органические кислоты, соли калия.

## Хозяйственное значение и применение
В качестве лекарственного сырья используют лист почечного чая (лат. Folium Orthosiphonis) — собранные в течение вегетации и высушенные листья и верхушки побегов (флеши).
Настой листьев применяется в качестве мочегонного средства при заболеваниях почек, сопровождающихся отёками, альбуминурией, азотемией, а также при мочекаменной болезни, подагре. При его употреблении мочегонный эффект сопровождается усиленным выделением из организма хлоридов, мочевой кислоты и мочевины.